# Sándor Albert
Sándor Albert (* 24. května 1943, Veľké Kapušany) je slovenský politik maďarské národnosti.

## Komunální politika
Sándor Albert byl členem zastupitelstva Košického kraje ve volebním období 2001 - 2005. Ve volbách v roce 2001 byl jako člen Strany maďarskej koalície - Magyar Koalíció Pártja (SMK-MKP) zvolený za koalici SDKÚ, SMK-MKP a SMER v okrese Košice I ze člena krajského zastupitelstva. Ve volbách do zastupitelstva v roce 2005 nekandidoval.

## Národní rada
Sándor Albert byl poslancem národní rady ve volebním období 2002-2006 zvoleným za SMK-MKP. Byl členem Výboru NR SR pro vzdělání, vědu, sport a mládež, kulturu a média. Ve volbách 2006 nekandidoval.